# Servais
Pour les articles homonymes, voir Servais (homonymie).
Servais est une commune française située dans le département de l'Aisne, en région Hauts-de-France.

### Localisation

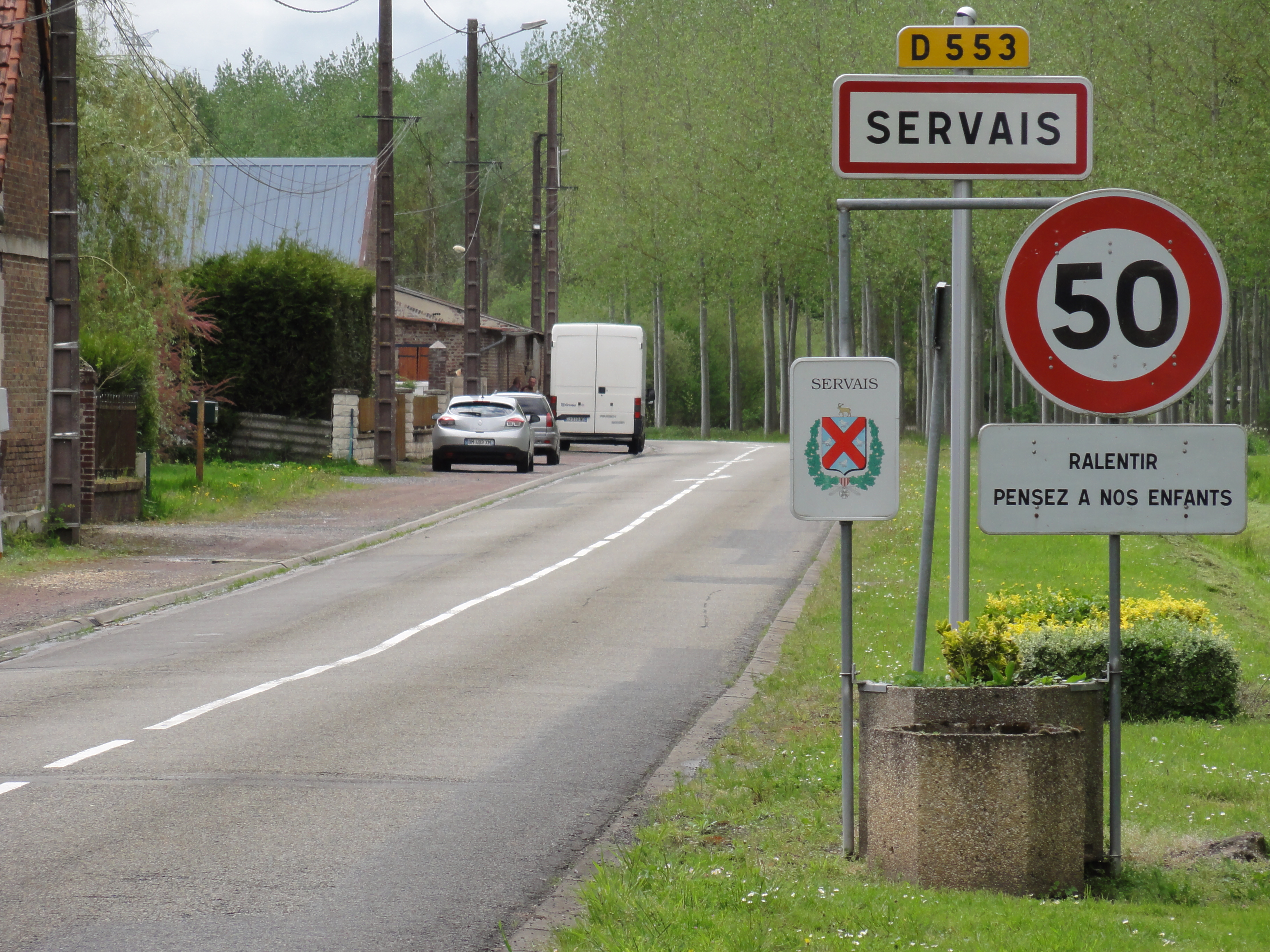
Entrée de Servais.

## Géographie

### Hydrographie

#### Réseau hydrographique
La commune est située dans le bassin Seine-Normandie. Elle est drainée par le ruisseau de Servais, le cours d'eau 02 de la commune de Servais, le fossé 01 de la commune de Servais, le fossé du Champ Bateau, le ruisseau de Deuillet, le ruisseau de Servais, divers bras du Deuillet et divers bras du Servais,,.
Le ruisseau de Servais, d'une longueur de 17 km, prend sa source dans la commune de Septvaux et se jette  dans l'Oise (rive gauche) à Amigny-Rouy, après avoir traversé sept communes.

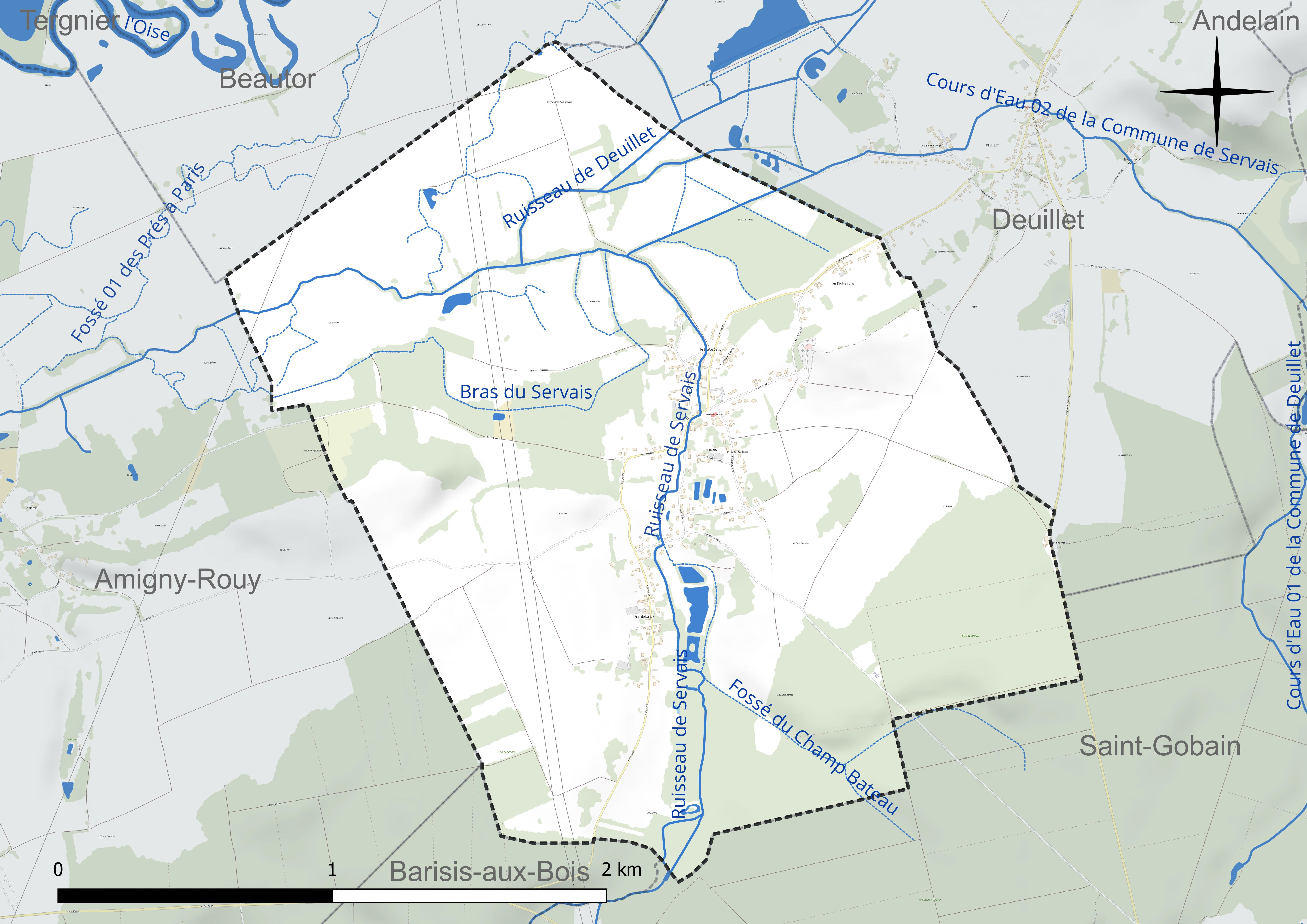
Réseau hydrographique de Servais.

#### Gestion et qualité des eaux
Le territoire communal est couvert par le schéma d'aménagement et de gestion des eaux (SAGE) « Oise moyenne ». Ce document de planification concerne un territoire de 1 013 km2 de superficie, délimité par le bassin versant de l'Oise moyenne. Le périmètre a été arrêté le 24 avril 2017 et le SAGE est, en 2024, encore en élaboration. La structure porteuse de l'élaboration et de la mise en œuvre est le syndicat mixte du SAGE Oise-Moyenne (SMOM).
La qualité des cours d'eau peut être consultée sur un site spécial géré par les agences de l'eau et l'Agence française pour la biodiversité.

### Climat
Pour des articles plus généraux, voir Climat des Hauts-de-France et Climat de l'Aisne.
En 2010, le climat de la commune est de type climat océanique dégradé des plaines du Centre et du Nord, selon une étude du CNRS s'appuyant sur une série de données couvrant la période 1971-2000. En 2020, Météo-France publie une typologie des climats de la France métropolitaine dans laquelle la commune est exposée à un climat océanique altéré et est dans la région climatique Nord-est du bassin Parisien, caractérisée par un ensoleillement médiocre, une pluviométrie moyenne régulièrement répartie au cours de l'année et un hiver froid (3 °C).
Pour la période 1971-2000, la température annuelle moyenne est de 10,6 °C, avec une amplitude thermique annuelle de 15,3 °C. Le cumul annuel moyen de précipitations est de 693 mm, avec 11,5 jours de précipitations en janvier et 8,6 jours en juillet. Pour la période 1991-2020, la température moyenne annuelle observée sur la station météorologique la plus proche, située sur la commune de Chauny à 9 km à vol d'oiseau, est de 11,1 °C et le cumul annuel moyen de précipitations est de 709,9 mm,. Pour l'avenir, les paramètres climatiques de la commune estimés pour 2050 selon différents scénarios d'émission de gaz à effet de serre sont consultables sur un site spécial publié par Météo-France en novembre 2022.

## Urbanisme

### Typologie
Au 1er janvier 2024, Servais est catégorisée commune rurale à habitat dispersé, selon la nouvelle grille communale de densité à 7 niveaux définie par l'Insee en 2022.
Elle est située hors unité urbaine. Par ailleurs la commune fait partie de l'aire d'attraction de Tergnier, dont elle est une commune de la couronne,. Cette aire, qui regroupe 14 communes, est catégorisée dans les aires de moins de 50 000 habitants,.

### Occupation des sols
L'occupation des sols de la commune, telle qu'elle ressort de la base de données européenne d'occupation biophysique des sols Corine Land Cover (CLC), est marquée par l'importance des territoires agricoles (67,3 % en 2018), en augmentation par rapport à 1990 (65,3 %). La répartition détaillée en 2018 est la suivante : 
prairies (32,3 %), terres arables (29,3 %), forêts (21,3 %), zones urbanisées (9,5 %), zones agricoles hétérogènes (5,7 %), milieux à végétation arbustive et/ou herbacée (1,9 %).
L'évolution de l'occupation des sols de la commune et de ses infrastructures peut être observée sur les différentes représentations cartographiques du territoire : la carte de Cassini (XVIIIe siècle), la carte d'état-major (1820-1866) et les cartes ou photos aériennes de l'IGN pour la période actuelle (1950 à aujourd'hui).

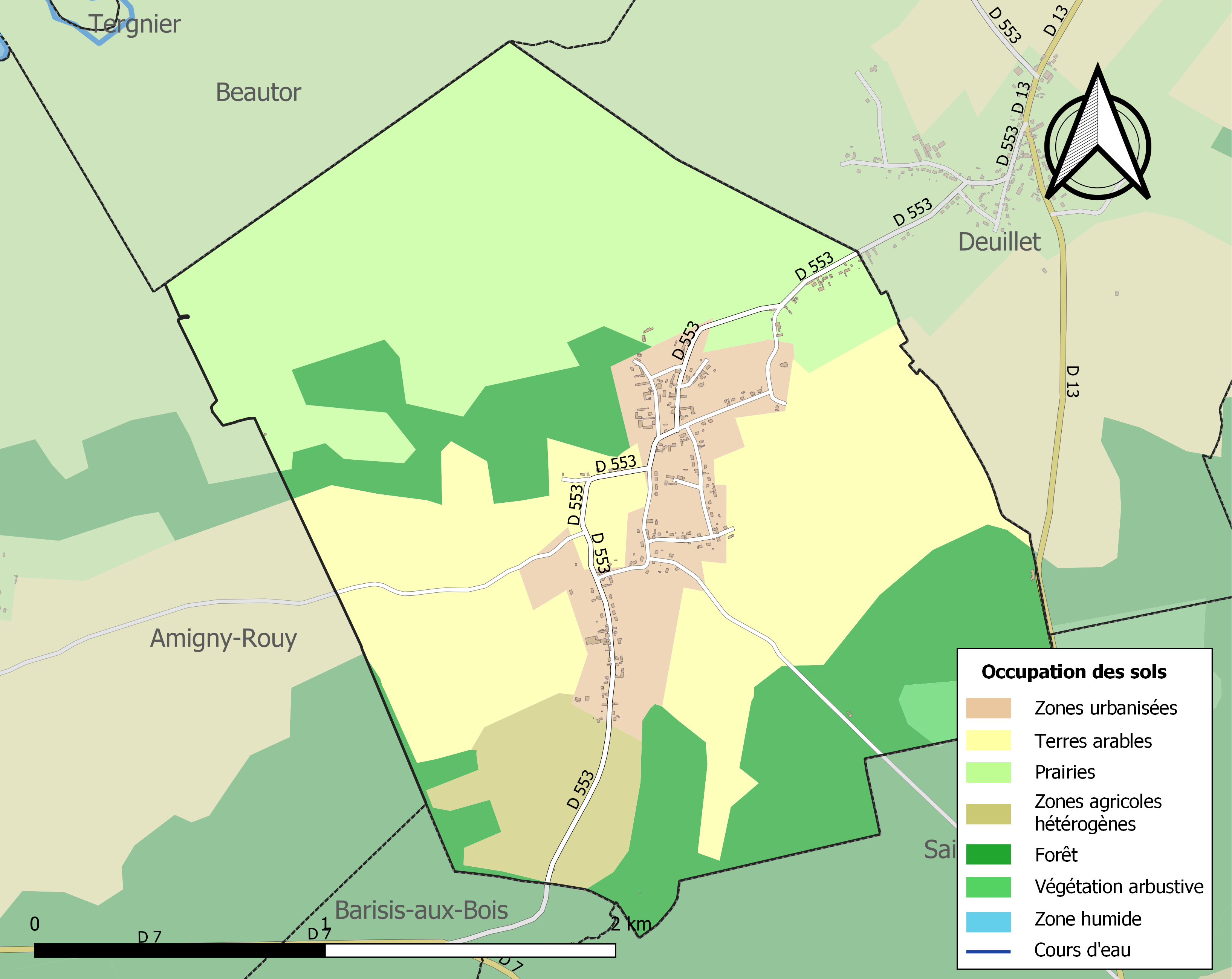
Carte de l'occupation des sols de la commune en 2018 (CLC).

## Toponymie
Le nom de la localité est attesté sous les formes Silviacum palatium regium (846) ; Silvaicum palatium regium (850) ; Silvaticum (853) ; Silvacum (868) ; Silvagium palatium (871) ; Silvei (886) ; Selvai (1207) ; Servai (1223) ; Servay (1368) ; Servays (1480) ; Cervès (1596) ; Cervay, Servez, Serves.
Dérivé de silva, « forêt », « La forêt du palais royal », le palais Silvacum, dont il est si souvent fait mention dans les Capitulaires, était bâti sur l'emplacement actuel de Servais. La forêt s'avançait jusqu'aux confins du petit territoire des Parisii, elle a été désignée sous le nom de Silviacum qui fut altéré  plus tard en celui de Servais ou de Serval.

## Histoire
Le 22 août 886, l'empereur Charles III le Gros est signalé passant à Servais alors qu'il fait route pour aller défendre Paris qui est assiégée par les Vikings.

## Politique et administration

### Découpage territorial
La commune de Servais est membre de la communauté d'agglomération Chauny-Tergnier-La Fère, un établissement public de coopération intercommunale (EPCI) à fiscalité propre créé le 1er janvier 2017 dont le siège est à Chauny. Ce dernier est par ailleurs membre d'autres groupements intercommunaux.
Sur le plan administratif, elle est rattachée à l'arrondissement de Laon, au département de l'Aisne et à la région Hauts-de-France. Sur le plan électoral, elle dépend du  canton de Tergnier pour l'élection des conseillers départementaux, depuis le redécoupage cantonal de 2014 entré en vigueur en 2015, et de la première circonscription de l'Aisne  pour les élections législatives, depuis le dernier découpage électoral de 2010.

### Administration municipale
| Période                                  | Période                   | Identité         | Étiquette | Qualité |
| ---------------------------------------- | ------------------------- | ---------------- | --------- | ------- |
| Les données manquantes sont à compléter. |                           |                  |           |         |
| avant 1876                               | 1878                      | Ravaux           |           |         |
| 1879                                     |                           | Demilly          |           |         |
| avant 1981                               | ?                         | Marius Domissy   |           |         |
| mars 2001                                | mars 2008                 | Michel Szymanski |           |         |
| mars 2008                                | 2014                      | Henri Niay       |           |         |
| 2014,                                    | En cours (au 23 mai 2020) | Pascal Demont    | DVD       |         |

## Démographie
L'évolution du nombre d'habitants est connue à travers les recensements de la population effectués dans la commune depuis 1793. Pour les communes de moins de 10 000 habitants, une enquête de recensement portant sur toute la population est réalisée tous les cinq ans, les populations de référence des années intermédiaires étant quant à elles estimées par interpolation ou extrapolation. Pour la commune, le premier recensement exhaustif entrant dans le cadre du nouveau dispositif a été réalisé en 2006.

En 2022, la commune comptait 290 habitants, en évolution de +0,69 % par rapport à 2016 (Aisne : −1,97 %, France hors Mayotte : +2,11 %).
| 1793 | 1800 | 1806 | 1821 | 1831 | 1836 | 1841 | 1846 | 1851 |
| ---- | ---- | ---- | ---- | ---- | ---- | ---- | ---- | ---- |
| 451  | 529  | 525  | 499  | 542  | 504  | 488  | 494  | 516  |

| 1856 | 1861 | 1866 | 1872 | 1876 | 1881 | 1886 | 1891 | 1896 |
| ---- | ---- | ---- | ---- | ---- | ---- | ---- | ---- | ---- |
| 512  | 481  | 461  | 452  | 433  | 459  | 380  | 390  | 399  |

| 1901 | 1906 | 1911 | 1921 | 1926 | 1931 | 1936 | 1946 | 1954 |
| ---- | ---- | ---- | ---- | ---- | ---- | ---- | ---- | ---- |
| 362  | 381  | 366  | 142  | 188  | 204  | 211  | 226  | 283  |

| 1962 | 1968 | 1975 | 1982 | 1990 | 1999 | 2006 | 2011 | 2016 |
| ---- | ---- | ---- | ---- | ---- | ---- | ---- | ---- | ---- |
| 291  | 287  | 232  | 271  | 250  | 240  | 256  | 293  | 288  |

| 2021 | 2022 | - | - | - | - | - | - | - |
| ---- | ---- | - | - | - | - | - | - | - |
| 290  | 290  | - | - | - | - | - | - | - |

## Culture locale et patrimoine

### Lieux et monuments

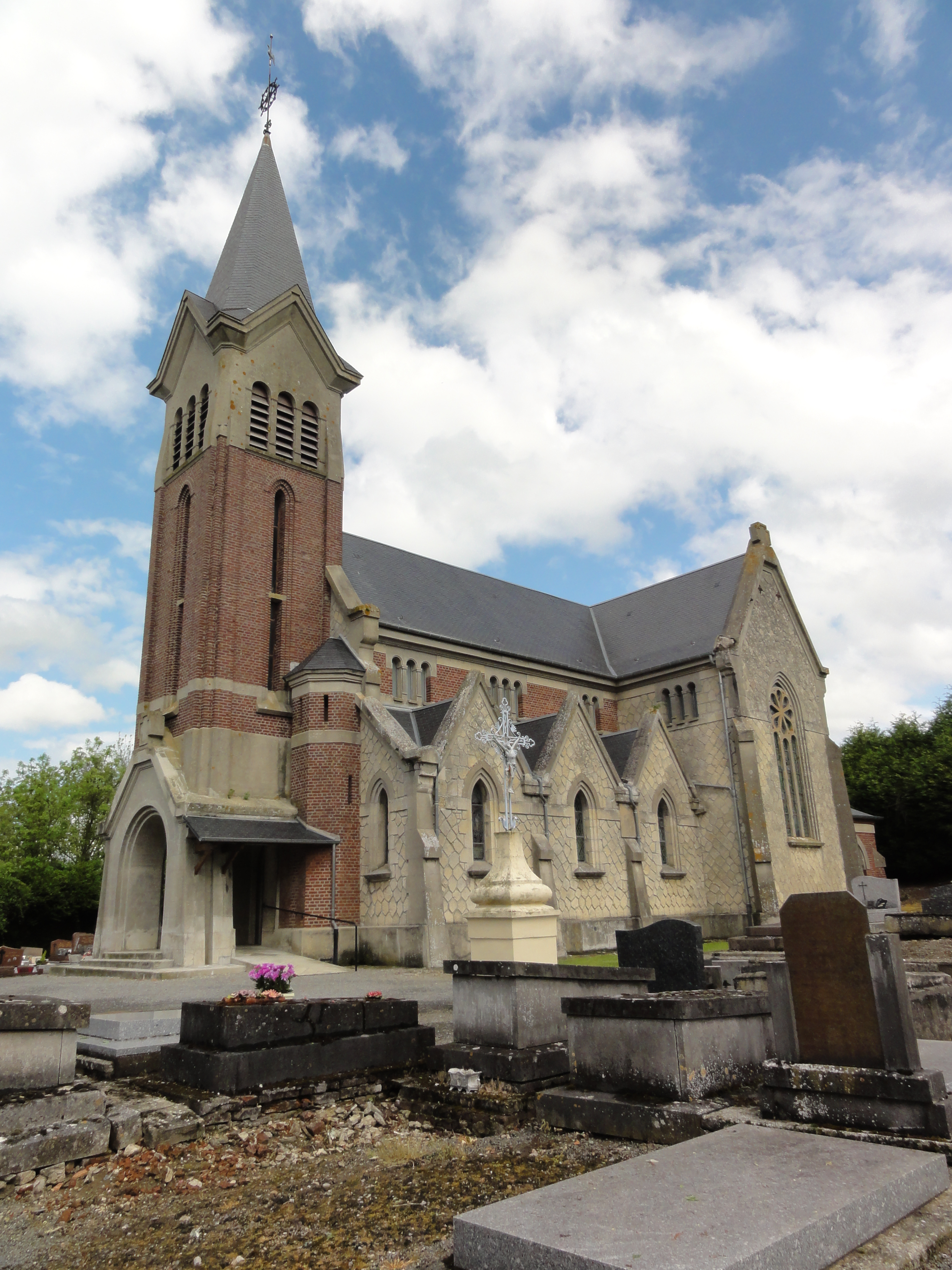
Église Saint-Médard.
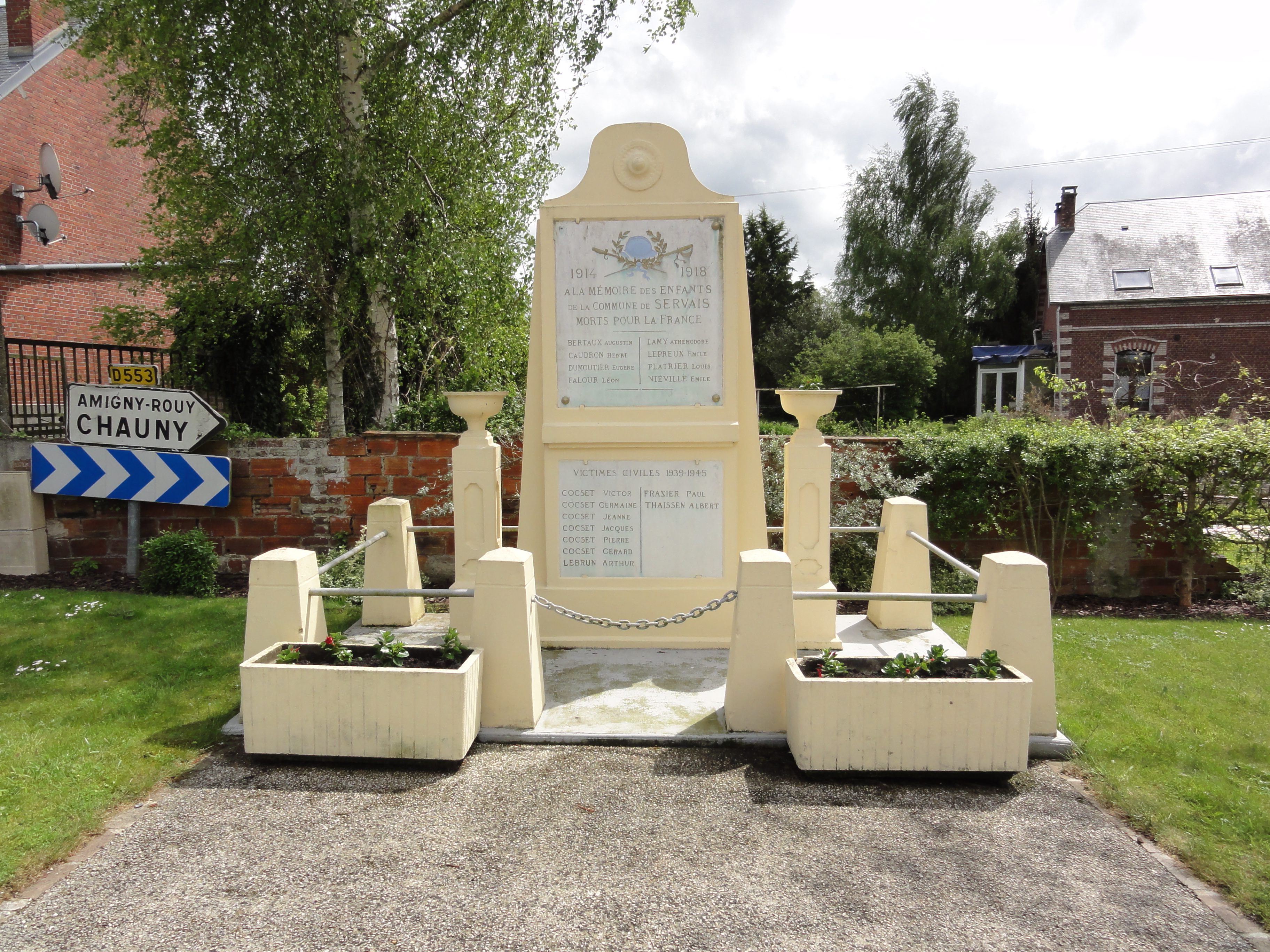
Monument aux morts.

- Église Saint-Médard.
- Monument aux morts.

### Héraldique
| Blason de Servais | Blason  | D'azur au sautoir cousu de gueules, cantonné de quatre oiseaux d'argent, les 2e et 4e contournés. Ornements extérieursCroix de guerre 1914-1918 |
| Blason de Servais | Détails | * Il y a là non-respect de la règle de contrariété des couleurs : ces armes sont fautives (azur chargé de gueules). Inspiré des armes de Jacques Charles Hubert Régnier de Rohaut, seigneur de Servais, qui portait d'or au sautoir de gueules accompagné de quatre merlettes de sable. Blason officiel. |